# Bărbătești (Vâlcea)
Bărbăteşti è un comune della Romania di 3 766 abitanti, ubicato nel distretto di Vâlcea, nella regione storica dell'Oltenia. 
Il comune è formato dall'unione di 4 villaggi: Bărbătești, Bodești, Bârzești, Negrulești.